# Svetovno prvenstvo športnih dirkalnikov sezona 1965
Svetovno prvenstvo športnih dirkalnikov sezona 1965 je bila trinajsta sezona Svetovnega prvenstva športnih dirkalnikov, ki je potekalo med 28. februarjem in 19. septembrom 1965. Naslov konstruktorskega prvaka so osvojili Ferrari (P), Shelby (GT+2.0), Porsche (GT2.0) in Abarth-Simca (GT1.3)

## Spored dirk
| Št | Ime                             | Dirkališče                     | Razred | Datum               |
| -- | ------------------------------- | ------------------------------ | ------ | ------------------- |
| 1  | 2000 km Daytone                 | Daytona International Speedway | Oba    | 28. februar         |
| 2  | 12 ur Sebringa                  | Sebring International Raceway  | Oba    | 27. marec           |
| 3  | Gran Premio Coppa Bologna       | Autodromo Dino Ferrari         | GT     | 11. april           |
| 4  | Coppa Inter-Europa              | Autodromo Nazionale Monza      | GT     | 25. april           |
| 5  | 1000 km Monze                   | Autodromo Nazionale Monza      | Oba    | 25. april           |
| 6  | Oulton Tourist Trophy           | Oulton Park                    | Oba    | 1. maj              |
| 7  | Targa Florio                    | Palermo                        | Oba    | 9. maj              |
| 8  | 500 km Spaja                    | Circuit de Spa-Francorchamps   | Oba    | 16. maj             |
| 9  | 1000 km Nürburgringa            | Nürburgring                    | Oba    | 23. maj             |
| 10 | 500 km Mugella                  | Mugello Circuit                | GT     | 6. junij            |
| 11 | Alpen Bergpreis Rossfield       | Rossfield                      | GT     | 13. junij           |
| 12 | 24 ur Le Mansa                  | Circuit de la Sarthe           | Oba    | 19. junij 20. junij |
| 13 | 12 ur Reimsa                    | Reims-Gueux                    | Oba    | 4. julij            |
| 14 | Corsa della Mendola             | Bolzano                        | GT     | 4. julij            |
| 15 | Bergpreis Freiburg-Schauinsland | Schauinsland                   | GT     | 8. avgust           |
| 16 | Coppa Citta di Enna             | Autodromo di Pergusa           | GT     | 15. avgust          |
| 17 | Grosser Bergpreis der Schweiz   | Villars                        | GT     | 29. avgust          |
| 18 | 500 km Nürburgringa             | Nürburgring                    | GT     | 5. september        |
| 19 | Double 500 km                   | Bridgehampton                  | GT2.0  | 19. september       |
| 20 | Double 500 km                   | Bridgehampton                  | Oba    | 19. september       |